# Bisztrica (Macedónia)
Bisztrica (macedónul: Бистрица) település Észak-Macedóniában, a Pelagonijai körzet Bitolai járásában.

## Népesség
| Lakosok száma | 565  | 636  | 734  | 965  | 1140 | 1122 | 988  | 1015 |
|               | 1948 | 1953 | 1961 | 1971 | 1981 | 1991 | 1994 | 2002 |

2002-ben 1 015 lakosa volt, akik közül 949 macedón, 55 albán, 8 szerb és 3 egyéb nemzetiségű.